# Carles Manera Erbina
Carles Manera Erbina (Palma, 29 de juny de 1957) és un historiador i economista mallorquí del Partit Socialista de les Illes Balears. Des de l'1 de juliol de 2020 és conseller del Banc d'Espanya.

## Biografia
Es Catedràtic d'Història Econòmica en el departament d'Economia Aplicada de la Universitat de les Illes Balears. És doctor en Economia per la Universitat de Barcelona (2000), i en Història por la UIB (1987).
Ha estat Premi Catalunya d'Economia (2003) pel seu llibre "Història del creixement econòmic de Mallorca 1700-2000"
Va ser, entre 1996 i 2003, vicerector de Planificació Economicoadministrativa de la UIB sota el mandat de Llorenç Huguet. En aquesta universitat va ser candidat (2007) a rector, però perdé les eleccions en primera volta.
El 2007 fou nomenat, pel president del Govern de les Illes Balears, Francesc Antich, conseller d'Economia, Hisenda i Innovació de l'executiu balear. Abans del seu nomenament col·laborava als diaris Última Hora i Diari de Balears.
El 2017 va ser nomenat president del Consell Econòmic i Social de les Illes Balears (CES), càrrec que va exercir fins que l'1 de juliol de 2020 fou nomenat conseller del Banc d'Espanya.

## Pensament econòmic
Per Manera, l'economia ha d'estar al servei de la societat i, per tant, de les persones. La financerització hauria desincrustat l'economia de la societat, fent d'ella un aparell ideològic independent i inútil. "La fal·làcia de sistema ortodox consistia a creure que una economia de mercat sempre tendeix a assolir l'equilibri". Les respostes econòmiques han de prioritzar la millora de les societats en el seu conjunt, per la qual cosa cal l'harmonia entre nacions i entre col·lectius socials. En aquest sentit Manera se situaria en la línia de Keynes, el socialisme democràtic de Karl Polanyi i més recentment les propostes de Piketty. L'objectiu de l'economia ha de ser el bé comú que requereix el creixement econòmic i el desenvolupament humà.

## Publicacions
- Article Going out of the Great Recession? Contrast between the United States and Europe: Proposed work from economic history, 1960–2014, al Journal of Postkeynesian Economics volumen 42, 2019 - número 2. Per Carles Manera, Ferran Navinés i Javier Franconetti.
- Llibre "La extensión de la desigualdad", editorial La Catarata, ISBN 978-84-8319-976-3.
- Article Permanent Demand and Private Investment in the General theory: an empirical investigation, a la Revista de Economía Mundial, número 54 (2020), per José Antonio Pérez-Montiel i Carles Manera Erbina.
- Article Autonomous expenditures and induced investment: a panel test of the Sraffian supermultiplier model in European countries, al Review of Keynesian Economics d'abril 2020. Per José Antonio Pérez-Montiel i Carles Manera Erbina.
- Articles diversos a Economistas Frente a la Crisis.